# Giro d'Italia 1925
Il Giro d'Italia 1925, tredicesima edizione della "Corsa Rosa", si svolse in dodici tappe dal 16 maggio al 7 giugno 1925, per un percorso totale di 3520,5 km. Fu vinto dall'italiano Alfredo Binda. Su 126 partenti, arrivarono al traguardo finale 39 corridori.
Dopo la diserzione delle squadre nell'edizione precedente, tornano a gareggiare i campioni e viene riservata maggior attenzione ai corridoi "individuali", a cui è pagato il sacchetto dei rifornimenti. La corsa vide l'affermazione del giovane Alfredo Binda, che a 23 anni debuttò al Giro e si impose sconfiggendo Girardengo, in una sorta di passaggio di testimone nella storia del ciclismo italiano. Girardengo rimase leader della corsa fino alla quinta tappa, quando forò e fu attaccato da Binda che lo distanziò di 5 minuti, risultati poi irrecuperabili per il piemontese, nonostante la vittoria di altre quattro tappe tra cui la Sulmona-Arezzo, quasi 380 km estenuanti solo su strade bianche.

## Tappe
| Tappa  | Data      | Percorso            | km      | Vincitore di tappa  | Leader cl. generale |
| ------ | --------- | ------------------- | ------- | ------------------- | ------------------- |
| 1ª     | 16 maggio | Milano > Torino     | 278,1   | Pietro Linari       | Pietro Linari       |
| 2ª     | 18 maggio | Torino > Arenzano   | 279,2   | Costante Girardengo | Costante Girardengo |
| 3ª     | 20 maggio | Arenzano > Pisa     | 315     | Pierino Bestetti    | Costante Girardengo |
| 4ª     | 22 maggio | Pisa > Roma         | 337,1   | Costante Girardengo | Costante Girardengo |
| 5ª     | 24 maggio | Roma > Napoli       | 260     | Gaetano Belloni     | Alfredo Binda       |
| 6ª     | 26 maggio | Napoli > Bari       | 314,2   | Alfredo Binda       | Alfredo Binda       |
| 7ª     | 28 maggio | Bari > Benevento    | 234,9   | Costante Girardengo | Alfredo Binda       |
| 8ª     | 30 maggio | Benevento > Sulmona | 275     | Giovanni Brunero    | Alfredo Binda       |
| 9ª     | 1º giugno | Sulmona > Arezzo    | 376,8   | Costante Girardengo | Alfredo Binda       |
| 10ª    | 3 giugno  | Arezzo > Forlì      | 224,3   | Costante Girardengo | Alfredo Binda       |
| 11ª    | 5 giugno  | Forlì > Verona      | 318     | Costante Girardengo | Alfredo Binda       |
| 12ª    | 7 giugno  | Verona > Milano     | 307,9   | Gaetano Belloni     | Alfredo Binda       |
| Totale | Totale    | Totale              | 3 520,5 |                     |                     |

## Dettagli delle tappe

### 1ª tappa
- 16 maggio: Milano > Torino – 278,7 km

Risultati
| Pos. | Corridore       | Squadra | Tempo    |
| ---- | --------------- | ------- | -------- |
| 1    | Pietro Linari   | Legnano | 9h42'43" |
| 2    | Gaetano Belloni | Wolsit  | s.t.     |
| 3    | Alfredo Binda   | Legnano | s.t.     |

### 2ª tappa

Una tappa del Giro in cui Costante Girardengo batte Alfredo Binda. Quest'ultimo vincerà la classifica generale.

- 18 maggio: Torino > Arenzano – 279,2 km

Risultati
| Pos. | Corridore           | Squadra | Tempo    |
| ---- | ------------------- | ------- | -------- |
| 1    | Costante Girardengo | Wolsit  | 9h58'30" |
| 2    | Alfredo Binda       | Legnano | s.t.     |
| 3    | Giovanni Brunero    | Legnano | s.t.     |

### 3ª tappa
- 20 maggio: Arenzano > Pisa – 315 km

Risultati
| Pos. | Corridore           | Squadra | Tempo     |
| ---- | ------------------- | ------- | --------- |
| 1    | Pietro Bestetti     | Wolsit  | 11h58'50" |
| 2    | Alfredo Binda       | Legnano | s.t.      |
| 3    | Costante Girardengo | Wolsit  | s.t.      |

### 4ª tappa
- 22 maggio: Pisa > Roma – 337,1 km

Risultati
| Pos. | Corridore           | Squadra | Tempo     |
| ---- | ------------------- | ------- | --------- |
| 1    | Costante Girardengo | Wolsit  | 13h45'30" |
| 2    | Gaetano Belloni     | Wolsit  | s.t.      |
| 3    | Alfredo Binda       | Legnano | s.t.      |

### 5ª tappa
- 24 maggio: Roma > Napoli – 260 km

Risultati
| Pos. | Corridore       | Squadra | Tempo     |
| ---- | --------------- | ------- | --------- |
| 1    | Gaetano Belloni | Wolsit  | 10h30'10" |
| 2    | Alfredo Binda   | Legnano | s.t.      |
| 3    | Pietro Bestetti | Wolsit  | s.t.      |

### 6ª tappa
- 26 maggio: Napoli > Bari – 314,2 km

Risultati
| Pos. | Corridore           | Squadra | Tempo     |
| ---- | ------------------- | ------- | --------- |
| 1    | Alfredo Binda       | Legnano | 13h04'40" |
| 2    | Costante Girardengo | Wolsit  | s.t.      |
| 3    | Gaetano Belloni     | Wolsit  | s.t.      |

### 7ª tappa
- 28 maggio: Bari > Benevento – 234,9 km

Risultati
| Pos. | Corridore           | Squadra | Tempo    |
| ---- | ------------------- | ------- | -------- |
| 1    | Costante Girardengo | Wolsit  | 9h19'49" |
| 2    | Gaetano Belloni     | Wolsit  | s.t.     |
| 3    | Giovanni Brunero    | Legnano | s.t.     |

### 8ª tappa
- 30 maggio: Benevento > Sulmona – 275 km

Risultati
| Pos. | Corridore           | Squadra | Tempo     |
| ---- | ------------------- | ------- | --------- |
| 1    | Giovanni Brunero    | Legnano | 11h32'06" |
| 2    | Costante Girardengo | Wolsit  | a 21"     |
| 3    | Alfredo Binda       | Legnano | s.t.      |

### 9ª tappa
- 1º giugno: Sulmona > Arezzo – 376,8 km

Risultati
| Pos. | Corridore           | Squadra | Tempo     |
| ---- | ------------------- | ------- | --------- |
| 1    | Costante Girardengo | Wolsit  | 15h33'55" |
| 2    | Pietro Bestetti     | Wolsit  | s.t.      |
| 3    | Gaetano Belloni     | Wolsit  | s.t.      |

### 10ª tappa
- 3 giugno: Arezzo > Forlì – 224,3 km

Risultati
| Pos. | Corridore           | Squadra | Tempo    |
| ---- | ------------------- | ------- | -------- |
| 1    | Costante Girardengo | Wolsit  | 7h54'17" |
| 2    | Gaetano Belloni     | Wolsit  | s.t.     |
| 3    | Giovanni Brunero    | Legnano | s.t.     |

### 11ª tappa
- 5 giugno: Forlì > Verona – 318 km

Risultati
| Pos. | Corridore           | Squadra | Tempo     |
| ---- | ------------------- | ------- | --------- |
| 1    | Costante Girardengo | Wolsit  | 12h17'19" |
| 2    | Alfredo Binda       | Legnano | s.t.      |
| 3    | Gaetano Belloni     | Wolsit  | s.t.      |

### 12ª tappa
- 7 giugno: Verona > Milano – 307,9 km

Risultati
| Pos. | Corridore           | Squadra | Tempo     |
| ---- | ------------------- | ------- | --------- |
| 1    | Gaetano Belloni     | Wolsit  | 12h11'29" |
| 2    | Costante Girardengo | Wolsit  | s.t.      |
| 3    | Alfredo Binda       | Legnano | s.t.      |

## Classifiche finali

### Classifica generale
| Pos. | Corridore            | Squadra      | Tempo      |
| ---- | -------------------- | ------------ | ---------- |
| 1    | Alfredo Binda        | Legnano      | 137h31'13" |
| 2    | Costante Girardengo  | Wolsit       | a 4'58"    |
| 3    | Giovanni Brunero     | Legnano      | a 7'22"    |
| 4    | Gaetano Belloni      | Wolsit       | a 26'29"   |
| 5    | Nello Ciaccheri      | Legnano      | a 37'57"   |
| 6    | Ermanno Vallazza     | Legnano      | a 1h00'27" |
| 7    | Pietro Bestetti      | Wolsit       | a 1h15'10" |
| 8    | Gianbattista Gilli   | Indipendente | a 1h25'18" |
| 9    | Giovanni Trentarossi | Indipendente | a 1h40'45" |
| 10   | Pasquale Di Pietro   | Indipendente | a 2h31'23" |